# Newberry (Florida)
Newberry is een plaats (city) in de Amerikaanse staat Florida, en valt bestuurlijk gezien onder Alachua County.

## Demografie
Bij de volkstelling in 2000 werd het aantal inwoners vastgesteld op 3316.
In 2006 is het aantal inwoners door het United States Census Bureau geschat op 3804, een stijging van 488 (14.7%).

## Geografie
Volgens het United States Census Bureau beslaat de plaats een oppervlakte van
119,0 km², waarvan 116,3 km² land en 2,7 km² water. Newberry ligt op ongeveer 26 m boven zeeniveau.

## Plaatsen in de nabije omgeving
De onderstaande figuur toont nabijgelegen plaatsen in een straal van 24 km rond Newberry.